# Buenavista, Tultitlán
Buenavista är en ort i Mexiko, tillhörande kommunen Tultitlán i delstaten Mexiko. Buenavista ligger i den centrala delen av landet och tillhör Mexico Citys storstadsområde. Orten hade 206 081 invånare vid folkräkningen 2010, och är den största orten i kommunen.